# フィンガー (森川美穂の曲)
「フィンガー」は、森川美穂の25枚目のシングル。1996年11月20日にTOSHIBA-EMI/TM FACTORYから発売。

## 概要
- 表題曲「フィンガー」は東芝EMI移籍後初のノンタイアップ。
- C/W「HERE WITH ME」は、ウォーレン・ウィービーとのデュエット曲。クライスラー・ネオンCMソング。アルバム『ソリスタ』からのリカット。

## 収録曲
（全作曲・編曲：小林信吾）
1. フィンガー [4:11]
作詞：石川あゆ子
2. HERE WITH ME　[4:33]
作詞：SUSANNE MARIE EDGREN
3. フィンガー（オリジナル・カラオケ） [4:11]